# Pribil György
Pribil György (1967. augusztus 29. – Kismaros, 2013. október 16.) gitáros, a magyar rock és blues zene kiemelkedően tehetséges alakja.

## Pályafutása
Tizennégy éves korában már Rolling Stones számokat játszott gitáron. Saját zenekara, az S-Modell 1985-ben alakult. Tragikusan rövid pályafutása alatt játszott az Equus, Kimnowak, Hobo Blues Band, Palermo Boogie Gang, Topó Neurock Társulat, Állati Elmék, valamint sok egyéb zenekarban. Feltűnt Ferenczi György mellett is. Kiváló dalokat is írt.
Egy Kismaroson történt autóbalesetben 46 évesen vesztette életét.